# I misteri della jungla nera (film)
I misteri della jungla nera è un film del 1954 diretto da Gian Paolo Callegari, tratto dal romanzo omonimo di Emilio Salgari.
Esiste un seguito del film, La vendetta dei Tughs, girato dallo stesso regista e da Ralph Murphy e distribuito sempre nel 1954.

## Trama
Nella Malesia dell'800, il giovane cacciatore di tigri Tremal Naik incontra la bella Ada, figlia del capitano inglese McPherson, rapita da bambina dalla setta sanguinaria dei Thugs, e divenuta ora sacerdotessa della dea Kalì. Tremal Naik non sa del passato inglese della ragazza, si innamora di lei, e desidera strapparla dalla setta fanatica, però nel tentativo, viene catturato. Il capo thug promette a Tremal Naik la salvezza sua e di Ada, a patto che lui gli consegni la testa di McPherson. Tremal promette di ucciderlo, ma durante l'imboscata fallisce, e Macpherson allora decide di attaccare la tribù dei Thugs. Mac Pherson per sottovaluta le loro astuzie, è catturato e sta per essere buttato nella fossa dei serpenti. Nel frattempo Tremal Naik riesce a scoprire il passato di Ada, e allora si mette in moto per salvare il Capitano inglese, e fuggire con lui e al bella Ada dalla setta.

## Distribuzione
Fu distribuito in USA il 20 ottobre 1955.
Titoli stranieri:
Le Tigre de Malaisie (FRA)
Urthi, Black Devils of Kali (USA)
Killers of the East (USA)
Titoli stranieri:
Le Mystere de la Jungle noire (FRA)
Killers of the East (USA)
Mystery of the Black Jungle (USA)
Mystery of the Jungle (USA)
Die Tempelwurger von Bangkok (GER)
In commercio l'edizione realizzata nel 1986 da René Chateau (FR).